# 타인투이 (1977년)
타인투이(Thanh Thúy, 1977년 8월 19일 ~ )는 베트남의 가수, 영화 배우, 텔레비전 배우이다.